# Helaeomyia metatarsata
Helaeomyia metatarsata är en tvåvingeart som först beskrevs av Cresson 1939. Helaeomyia metatarsata ingår i släktet Helaeomyia och familjen vattenflugor.
Artens utbredningsområde är Panama. Inga underarter finns listade i Catalogue of Life.